# Euphorbia serratifolia
Euphorbia serratifolia är en törelväxtart som beskrevs av Susan Carter. Euphorbia serratifolia ingår i släktet törlar, och familjen törelväxter. Inga underarter finns listade i Catalogue of Life.